# Duńska Kompania Zachodnioindyjska
Duńska Kompania Zachodnioindyjska lub Duńska Kompania Zachodnioindyjska i Gwinejska (duń. Vestindisk kompagni lub Det Vestindisk-Guineiske kompagni) – duńska kompania handlowa, która zarządzała Duńskimi Indiami Zachodnimi: wyspami Saint Croix, Saint John oraz Saint Thomas (obecnie Wyspy Dziewicze Stanów Zjednoczonych) oraz Duńskim Złotym Wybrzeżem we współczesnej Ghanie.